# كليف مالون
كليف مالون هو لاعب هوكي الجليد كندي، ولد في 4 سبتمبر 1925، وتوفي في 8 أكتوبر 2008.

## وصلات خارجية
- كليف مالون على موقع دوري الهوكي الوطني (الإنجليزية)
- كليف مالون على موقع EliteProspects.com (الإنجليزية)
- كليف مالون على موقع HockeyDB.com (الإنجليزية)
- كليف مالون على موقع Hockey-Reference.com (الإنجليزية)